# Litas

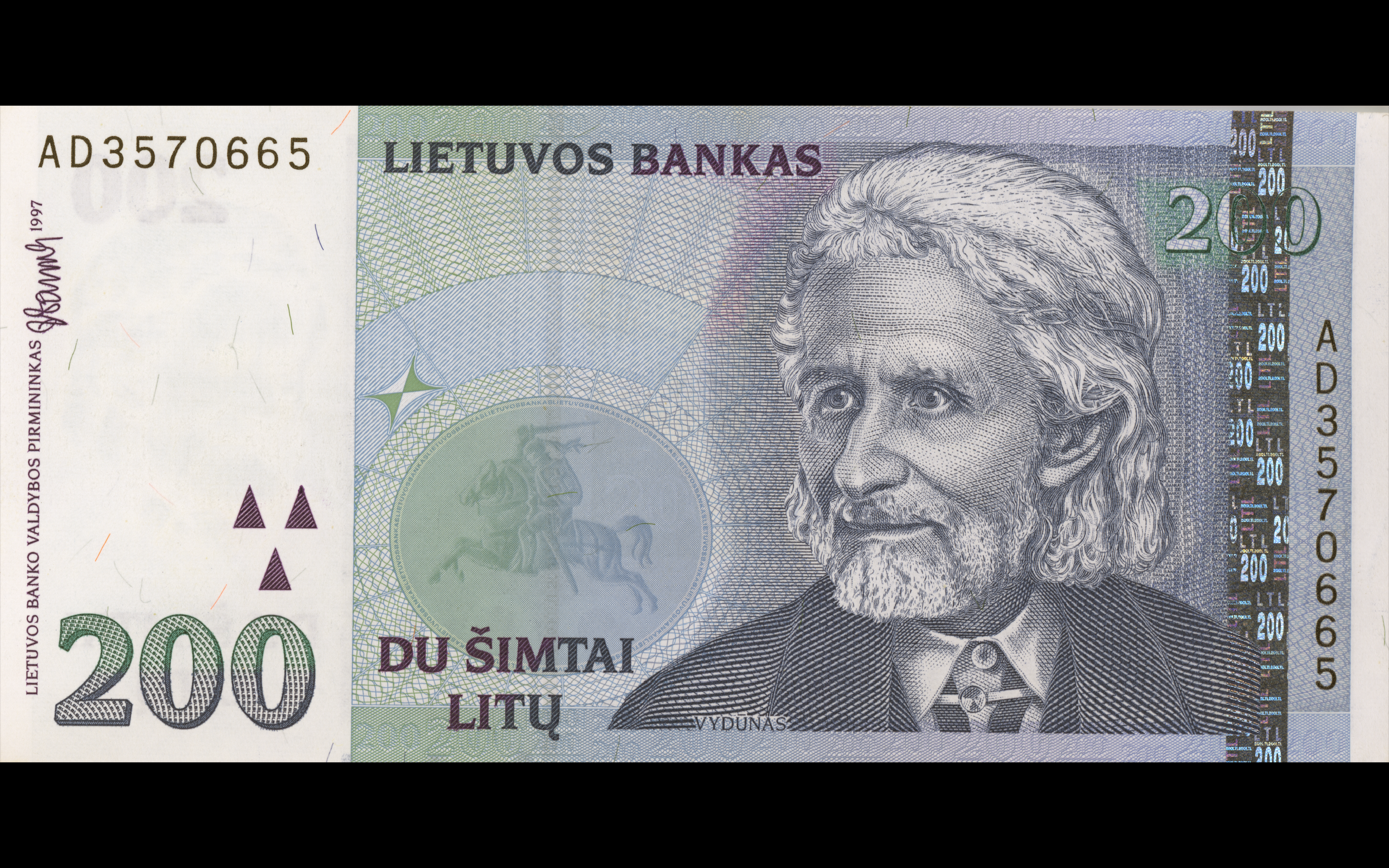
200 litas

Le litas (code ISO 4217 LTL ; au nominatif pluriel litai, au génitif pluriel litų) est la monnaie officielle de la République de Lituanie du 2 octobre 1922 à 1941, puis — après une interruption due à l'annexion du pays par l'URSS — du 25 juin 1993 au 31 décembre 2014. Le litas est divisé en 100 centų (au singulier centas et au nominatif pluriel centai). Il est remplacé par l'euro le 1er janvier 2015.

## Taux de conversion
Le litas est lié à l'euro depuis le 28 juin 2004 :
1 euro = 3,452 8 LTL  

## Histoire du litas lituanien

### La république de Lituanie (1918-1940)
Le litas a été frappé pour la première fois par la Banque de Lituanie le 2 octobre 1922 pour remplacer plusieurs monnaies y circulant : d'abord le rouble de l’Empire russe, puis, à partir de 1916, le papiermark utilisé par les forces allemandes pendant la Première Guerre mondiale, occupant l'Ober Ost ; celles-ci fabriquent un rouble d'occupation appelé ostruble, et, à partir d'avril 1918, l'ostmark (en lituanien, auksinas).
La valeur du litas a été fixée à 10 pour 1 dollar des États-Unis d'Amérique.
Les pièces sont frappées à partir de 1925 et comprennent des valeurs de 1, 5, 10, 20, 50 centas en bronze aluminium, des pièces en argent de 1, 2 et 5 litas. Toutes les pièces frappées pendant cette période ont été dessinées par le sculpteur lituanien Juozas Zikaras (1881-1944). Une deuxième série est frappée en 1936, pour des valeurs de 1, 2, et 5 centas en bronze, et de 5 et 10 litas en argent.
Les émissions de billet commencent dès 1922 avec des valeurs faibles de 1, 2, 5, 10, 20 et 50 centas et 1 et 2 litas. En 1929, une nouvelle série est fabriquée pour des valeurs de 5, 10, 20, 50, 100 et 1 000 litas.

### La République socialiste soviétique de Lituanie (1940-1990)
Le litas fut retiré de la circulation en 1941 après l'annexion de la Lituanie par l'URSS en 1940 et remplacé par le rouble, à raison de 1 litas = 0,9 rouble.

### La deuxième République de Lituanie (1990-)
Dix jours après l'indépendance de la Lituanie, la Lietuvos bankas était créée, le 1er mars 1990.
En août 1991, comme première réponse à la crainte d'une inflation, le gouvernement lituanien introduit le talonas ou coupon.
En novembre 1991, la loi sur la création de la monnaie fut votée et le Comité Litas fut mis en place. Ses objectifs étaient de fixer la date de mise en circulation du litas, de prévoir le terme du passage du rouble au litas, le taux de change avec les monnaies étrangères, etc.
Le litas est à nouveau utilisé depuis le 25 juin 1993.
À partir du 1er avril 1994, le litas a été lié au dollar américain, à raison de 1 dollar US = 4 litas.
Et depuis le 2 février 2002, le litas est lié à l'euro au taux de 1 EUR = 3,4528 LTL. Ce taux ne devrait pas changer jusqu'au remplacement du litas par l'euro.
À la suite de l'adhésion de la Lituanie à l'Union européenne, la Lietuvos bankas est devenue membre du Système européen de banques centrales (SEBC) et depuis le 28 juin 2004, le litas a été fixé au Mécanisme de taux de change européen ERM II.

## Le passage à l'euro

Évolution du taux de change du litas en euro entre 1999 et 2002

Plusieurs fois repoussé, le passage à l'euro a eu lieu le 1er janvier 2015. Le dessin des pièces en euro lituaniennes avait fait l'objet d'un concours et la face nationale avait été choisie.

## Émissions monétaires en litas de 1993 à 2014

### Les billets de banque lituaniens

#### Première série de billets - 1993/1994
- La première série est composée de six billets (1, 2, 5, 10, 20 et 50 litų)

#### Deuxième série de billets - 1997
- Les billets ont été réédités en 1997, avec de nouveaux éléments de sécurité. Les billets de 1, 2 et 5 litai ont été remplacés par des pièces tandis que de nouveaux billets ont été mis en service (100, 200 et 500 litų)
- Ils sont visibles sur le site de la Lietuvos bankas :
- Liste des billets de banque lituaniens depuis 1993.